# Emilian (Steingut)
Emilian (auch als Elgersburger Steingut bezeichnet), Topfmasse, von Dröse in Elgersburg (Thüringen) erfunden, ist rein weiß, gelblich oder bläulich, aus der Bruchfläche verglast, aber nicht durchscheinend und wegen seiner dauerhaften metallfreien Glasur zu chemischen Apparaten sehr geeignet, wurde in der Elgersburger Porzellanfabrik hergestellt.
Dieser Artikel basiert auf einem gemeinfreien Text aus Meyers Konversations-Lexikon, 4. Auflage von 1888 bis 1890.